# أرجمون أبيض الأزهار

أرجمون أبيض الأزهار أو خشخاش شائك أبيض الأزهار (الاسم العلمي: Argemone albiflora) هو نوع من النباتات يتبع جنس الأرجمون من الفصيلة الخشخاشية     .	